# Enrico Perucconi
Enrico Perucconi (Morazzone, 4 gennaio 1925 – Morazzone, 14 luglio 2020) è stato un velocista italiano, medaglia di bronzo con la staffetta 4×100 m ai Giochi olimpici di Londra 1948.

## Biografia
Atleta della Pro Patria Milano, allora Oberdan Pro Patria, sui 100 metri piani ottenne un personale di 10"6 ventoso.

## Palmarès
| Anno | Manifestazione  | Sede   | Evento      | Risultato | Prestazione | Note |
| ---- | --------------- | ------ | ----------- | --------- | ----------- | ---- |
| 1948 | Giochi olimpici | Londra | 4×100 metri | Bronzo    | 41"5        |      |

## Campionati nazionali
1942
- Oro ai campionati italiani assoluti, staffetta 4x100 m - 42"6